# Kaoru Kitamura
Pour les articles homonymes, voir Kitamura.
Kaoru Kitamura (北村 薫, Kitamura Kaoru) ; 28 décembre 1949) est le nom de plume de Kazuo Miyamoto (宮本 和男, Miyamoto Kazuo), populaire écrivain japonais contemporain, principalement auteur de nouvelles.

## Biographie
Né dans la ville de Sugito dans la préfecture de Saitama, Kitamura étudie la littérature à l'université Waseda à Tokyo, où il est membre du Waseda Mystery Club pendant ses études. Cependant, après l'obtention de son diplôme en 1972, il retourne à Saitama pour devenir professeur de langue au lycée de Kasukabe, son alma mater. Il commence sa carrière d'écrivain de fiction seulement après avoir enseigné pendant près de vingt ans, et quitte son métier en 1993 pour se consacrer entièrement à l'écriture, une fois établi en tant qu'auteur.
Il fait ses débuts sous un nom de plume. Dans un premier temps, parce que le protagoniste anonyme à la première personne de ses premières œuvres est une étudiante et que le nom Kaoru est ambiguë entre les sexes, il a été largement spéculé que Kitamura était une femme. Cette spéculation a persisté jusqu'à ce qu'il révèle son identité en acceptant le prix des auteurs japonais de romans policiers en 1991.

## Titres
Kitamura est connu comme un écrivain de mystères, et plutôt que les histoires policières et de détective traditionnelles, son travail se concentre principalement sur la résolution logique de puzzles plus « ordinaires » et les questions rencontrées dans la vie quotidienne. Il est considéré comme l'un des pionniers de ce style de mystère au Japon, appelé « mystère quotidien » (日常の謎, nichijō no nazo), qui a depuis été repris par de nombreux autres écrivains.
Il fait ses débuts littéraires en 1989, avec la publication de « Cheval volant » (空飛ぶ馬, Soratobu Uma), et écrit de façon prolifique depuis. Il remporte la 44e édition du prix des auteurs japonais de romans policiers en 1991 pour « Criquets de nuit » (夜の蝉, Yoru no Semi), le 6e Honkaku Mystery Award en 2006 pour « Japanese Coin Mystery » (ニッポン硬貨の謎, Nippon Kōka no Nazo), et le prix Baka-Misu en 2006 pour le même ouvrage. En 2009, après de nombreuses nominations antérieures, il remporte le prestigieux prix Naoki pour « Hérons et neige » (鷺と雪, Sagi to Yuki). Ses livres ont été adaptés au cinéma, à la télévision et en manga.